# DJ Clay
Michael Velasquez mais conhecido pelo seu nome artístico DJ Clay é um DJ, Produtor musical, e rapper americano de Detroit, Michigan.
Ele está atualmente assinado pela gravadora Psychopathic Records, onde ele tem estado envolvido em todos os trabalhos interno e de vários trabalhos em projetos futuros. A partir de 2010, Velasquez já vendeu mais de 200.000 mil álbuns chegou no destaque nas paradas da revista Billboard.

## Discografia

### Álbuns de estúdio
- 2008 – Let 'Em Bleed: The Mixxtape, Vol. 1
- 2008 – Let 'Em Bleed: The Mixxtape, Vol. 2
- 2008 – Let 'Em Bleed: The Mixxtape, Vol. 3
- 2009 – Let 'Em Bleed: The Mixxtape, Vol. 4
- 2010 – Book of the Wicked, Chapter One
- 2010 – Book of the Wicked, Chapter Two
- 2013 – A World Upside Down: The Mixxtape
- 2014 – Hands of Odd Tour Exclusive EP